# The Paper (serie de televisión)
The Paper es una serie de comedia de situación de falso documental estadounidense creada por Greg Daniels y Michael Koman. La serie es una continuación de la serie de falso documental The Office, que se emitió originalmente en NBC desde el 24 de marzo de 2005 hasta el 16 de mayo de 2013. La serie estará protagonizada por Domhnall Gleeson y Sabrina Impacciatore, y tiene previsto su estreno en Peacock el 4 de septiembre de 2025.

## Reparto

### Principales
- Domhnall Gleeson como Ned Sampson, el nuevo redactor jefe del Toledo Truth-Teller.
- Sabrina Impacciatore
- Chelsea Frei
- Ramona Young
- Gbemisola Ikumelo
- Alex Edelman
- Tim Key
- Eric Rahill

### Recurrentes
- Duane Shepard Sr.
- Allan Havey
- Nate Jackson
- Mo Welch
- Nancy Lenehan
- Molly Ephraim
- Tracy Letts
- Óscar Núñez como Óscar Martínez, un personaje que también aparece en The Office.

## Producción

### Desarrollo
En enero de 2024, se anunció que Greg Daniels estaba desarrollando una serie de seguimiento de la serie estadounidense The Office. La serie de seguimiento se desarrolla en una nueva oficina con nuevos personajes, pero basada en el mismo universo ficticio que la serie original. En marzo de 2024, se anunció que la próxima serie de falso documental de comedia será cocreada por Daniels y Michael Koman.
En mayo de 2024, se anunció que Peacock había ordenado la serie de falso documental de comedia sin título cocreada por Daniels y Koman, que contará con el equipo de documentales ficticios que siguió a la sucursal de Scranton de Dunder Mifflin. Seguirá a un periódico histórico del Medio Oeste en decadencia y su editor intentará resucitarse con reporteros voluntarios. En junio de 2024, se reveló que el título de la serie sería The Paper. La producción de la serie comenzó en julio de 2024. Posteriormente se reveló que el periódico ficticio en el que se basa la serie se llamaba The Truth Teller, situado en Toledo, Ohio.

### Selección de reparto
En abril de 2024, Domhnall Gleeson y Sabrina Impacciatore fueron anunciados como protagonistas de la serie.
En septiembre de 2024, Melvin Gregg, Chelsea Frei y Ramona Young se unieron al reparto. Al mes siguiente se incorporaron al reparto principal Gbemisola Ikumelo, Alex Edelman, Tim Key y Eric Rahill, y en noviembre Allan Havey, Nancy Lenehan, Molly Ephraim y Tracy Letts al reparto recurrente.
En febrero de 2025, se anunció que Óscar Núñez retomaría su papel de Óscar Martínez, de The Office.

## Estreno
La serie tiene previsto su estreno a través de Peacock el 4 de septiembre de 2025.